# Болонский конкордат
Болонский конкордат (итал. Concordato di Bologna) — соглашение между французским королём Франциском I и римским папой Львом X, заключённое 18 августа 1516 года в Болонье. Заключению конкордата предшествовали переговоры после победы при Мариньяно в сентябре 1515 года, а основные положения конкордата были согласованы при личных встречах Франциска I и папы в Болонье, 11—15 декабря 1515 года.

## История
Конкордат заменил собой Прагматическую санкцию 1438 года, которая оказалась неэффективной в обеспечении свободы церкви во Франции. Согласно конкордату, за папой сохранялось право быть верховной инстанцией церковного суда, а французскому королю, в свою очередь, предоставлялось право назначения на высшие церковные должности, включая епископов, которые ранее, как правило, избирались на кафедральных капитулах. Таким образом, на территории Франции было юридически закреплено подчинённое положение церкви по отношению к королевской власти. Церковные доходы и бенефиции, которыми располагал теперь французский король, сделались средством вознаграждения дворянства. Это частично разрешило вопрос о секуляризации церковных земель во Франции. Болонский конкордат был подтверждён на Пятом Латеранском соборе (1512—1517) и действовал вплоть до Великой французской революции (см. Гражданское устройство духовенства).
Болонский конкордат, изначально опубликованный в виде папской буллы, приобрел во Франции обязательную силу только после того, как к его тексту были составлены специальные королевские грамоты, зарегистрированные в Парижском парламенте в установленном порядке. В связи с данной процедурой некоторые церковные постановления и решения (например, решения Тридентского собора) вводились в действие не в полном объёме. Вмешательство королевской власти в применение норм канонического права привело к тому, что ряд церковных канонов (особенно XXIV канон, посвященный брачно-семейным отношениям) действовал со многими национальными особенностями.